# Vincent O'Brien
Vincent O'Brien, född 9 april 1917, död 1 juni 2009, var en irländsk galopptränare från Churchtown i Cork, Irland. Under sin karriär tränade han sex segrare av Epsom Derby, vann tre Grand National i rad, samt tränade den enda brittiska Triple Crown-vinnaren sedan andra världskriget, Nijinsky.
Vincent O'Brien blev brittisk tränarchampion två gånger, samt brittisk tränarchampion i national huntlöpning, vilket gör honom till den enda tränaren i historien som har blivit champion i båda disciplinerna. När O'Brien gick i pension togs hans bas, Ballydoyle Stables, över av Aidan O'Brien (ej släkt). 

## Karriär

### National huntlöpning
O'Brien startade sin karriär som tränare 1944 i Churchtown, och riktade inledningsvis in sig på national huntlöpningar. Samma år tog han en sällsynt dubbel, då han segrade i både Irish Cambridgeshire/Irish Cesarewitch med Drybob (dött lopp) och Good Days. O'Brien vann Grand National i Liverpool tre gånger i rad, med tre olika hästar – Early Mist 1953, Royal Tan 1954 och Quare Times 1955. Den största steeplechasern han tränade var Cottage Rake, som vann Cheltenham Gold Cup tre gånger i rad (1948–1950).

### Flat racing
Strax efter sin tredje seger i Grand National började han istället att fokusera på så kallad flat racing, och 1951 flyttade han till Cashel i Tipperary, där han etablerade det nu berömda Ballydoyle Stables.
Vincent O'Briens första topphäst var Ballymoss, som ägdes av den amerikanske affärsmannen John McShain. Ballymoss vann Irish Derby Stakes och St. Leger Stakes 1957, samt Prix de l'Arc de Triomphe i Frankrike 1958. O'Briens första vinnare i Epsom Derby var Larkspur 1962. Hans övriga Derbyvinnare var Sir Ivor (1968), Nijinsky (1970), Roberto (1972), The Minstrel (1977) och Golden Fleece (1982). O'Brien tränade också den dubbla vinnaren av Prix de l'Arc de Triomphe, Alleged, som segrade 1977 och 1978.
Under 1970-talet var O'Brien med att utveckla det så kallade Coolmoresyndikatet, som blev en mycket framgångsrik hästkapplöpnings- och avelsverksamhet, centrerad på Coolmore Stud i County Tipperary, och senare även på stuterier i Kentucky i USA och Australien. Nyckeln till framgången var att använda blodlinjen från kanadensiskfödda hingsten Northern Dancer, som bland annat segrat i Kentucky Derby. Den brittiska Triple Crown-vinnaren Nijinsky, som var en avkomma efter Northern Dancer, var förmodligen den bästa hästen som O'Brien någonsin tränat. Nijinsky rankades som den bästa vinnaren någonsin av Epsom Derby av en expertpanel som sammansatts av Daily Telegraph 2018. Han reds till seger i Epsom Derby av Lester Piggott, som var förknippad med Ballydoyle Stables under de mest framgångsrika åren i slutet av 1960- och 1970-talet.
Vincent O'Brien gick i pension 1994, fyra år efter att ha vunnit Breeders' Cup Mile med Royal Academy 1990.